# أحمد الشافعي
أحمد عبد الرحمن عبد الفتاح الشافعي (وُلد في 2 أغسطس 1971، الجيزة) هو ممثلٌ مصري، ظهر لأول مرة في مسلسل المال والبنون سنة 1993، ثم ظهر في أعمال أخرى مثل الضوء الشارد، وعدد من المسلسلات الأخرى أهمها مسلسل إمام الدعاة حيث قام بدور الشيخ محمد متولي الشعراوي في فترة شبابه. شارك أحمد الشافعي في أكثر من 50 عملٍ تلفزيوني ومسرحي، ومن أهمها: القاصرات (2013)، خلف الله (2013)، أشجار النار (2012)، وادي الملوك (2011)، عبودة ماركة مسجلة (2009)، العارف بالله (2008)، ملك روحي (2003).

## وصلات خارجية
- أحمد الشافعي على موقع الدهليز
- أحمد الشافعي على موقع قاعدة بيانات الأفلام العربية